# Sân bay Maya-Maya
Sân bay Maya-Maya (IATA: BZV, ICAO: FCBB) là một sân bay tọa lạc tại Brazzaville, thủ đô của Cộng hòa Congo.
Năm 2004, sân bay này đã phục cụ 447.699 hành khách.

## Các hãng hàng không và các điểm đến
- Air France (Paris-Charles de Gaulle)
- Air Mauritanie (Nouakchott)
- Bravo Air Congo operated by Bravo Airlines (Paris-Charles de Gaulle)
- Cameroon Airlines (Douala)
- Ethiopian Airlines (Addis Ababa)
- Hewa Bora Airways (Douala, Kinshasa)
- Kenya Airways (Nairobi)
- Royal Air Maroc (Casablanca, Douala)